# Rebecca Chambers
Pour les articles homonymes, voir Rebecca et Chambers.
 (août 2025).
Motif : protagoniste mineur de la saga, absence de sources secondaires centrées
- Archive Wikiwix
- Bing
- Cairn
- DuckDuckGo
- E. Universalis
- Gallica
- Google
- G. Books
- G. News
- G. Scholar
- Persée
- Qwant
- (zh) Baidu
- (ru) Yandex
- (wd) trouver des œuvres sur Wikidata

| 1. | Préciser le motif de la pose du bandeau. | Précisez le motif de la pose du bandeau en utilisant la syntaxe suivante : {{admissibilité à vérifier\|date=août 2025\|motif=remplacez ce texte par le motif}}                        |
| 2. | Informer les utilisateurs concernés.     | Pensez à avertir le créateur de l'article, par exemple, en insérant le code ci-dessous sur sa page de discussion : {{subst:avertissement admissibilité à vérifier\|Rebecca Chambers}} |

Rebecca Chambers (レベッカ・チェンバース, Rebekka Chenbāsu) est un personnage de la série Resident Evil créée par Capcom.
Rebecca Chambers est née en 1980, elle a donc 18 ans lors des événements des Montagnes Arklay (REØ et RE). Un mois avant les événements de Resident Evil Zero, elle intègre l’équipe Bravo des S.T.A.R.S. en tant qu'infirmière sur le terrain. Bien qu'elle soit assez mûre pour son âge et très intelligente, Rebecca ne possède pas encore une très grande habileté au maniement des armes, ce qui sera handicapant pour sa survie. Néanmoins, sa connaissance de la médecine se révèle être un atout majeur pour les S.T.A.R.S., et contribua à son affectation dans l'équipe.

## Histoire

### Resident Evil Ø
Lors du 23 juillet 1998, après que l'hélicoptère de l'équipe Bravo s'écrasa dans la forêt, elle est la première à découvrir les restes du convoi chargé d'amener le prisonnier Billy Coen pour son exécution. Sur les instructions de son chef, Enrico Marini, elle se sépare du groupe et ne tarde pas à tomber sur l'Ecliptic Express : le train réservé aux employés d'Umbrella Corporation. À l'intérieur, elle se rend très vite compte que quelque chose ne tourne pas rond, et finit par se retrouver confrontée aux passagers du train, infectés par le virus T. Elle rencontrera aussi Billy, le fugitif recherché, en qui elle n'a aucune confiance. Peu de temps après, elle tombe sur son coéquipier Edward Dewey, qui meurt dans ses bras. Attaqués de toutes parts, Rebecca et Billy sont forcés de faire équipe pour survivre. Après que le train dérailla et s'écrasa dans l'ancien centre de formation du docteur James Marcus, Rebecca, accompagnée de Billy, qui se révèle finalement innocent des crimes dont on l'accuse, dut faire face au piège redoutable que constituait cet endroit, affrontant notamment le terrible Proto-Tyran libéré par Marcus. Leur périple se termina lorsque Rebecca et Billy firent face à Marcus, transformé en sangsue géante. Consciente de son point faible, Rebecca déverrouilla les volets mécaniques de la base, ce qui permit à la lumière du jour de s'infiltrer dans la pièce. Les rayons du soleil auront pour effet d'affaiblir le monstre en le brûlant sévèrement, provoquant son dessèchement accéléré. Pour conclure, Billy fit exploser l'immonde créature en petits morceaux d'une balle de Magnum.
Quelques instants après, Rebecca et Billy se mirent à l'abri de l'explosion du centre sur une falaise, dans la forêt de Raccoon City. Alors que Rebecca contempla le manoir Spencer, là où se trouvaient vraisemblablement ses compagnons, et que Billy lui fit comprendre qu'il devait toujours échapper aux autorités pour éviter la peine capitale, Rebecca récupéra sa plaque militaire, signifiant par là qu'il est aujourd'hui officiellement mort. Billy part alors de son côté (on ne l'a pas encore revu ni entendu parler de lui à ce jour), tandis que Rebecca s'enfonce dans la forêt pour rejoindre le reste de son équipe.

### Resident Evil
Dans le manoir Spencer, elle ne retrouve qu'un seul membre, Richard Aiken, l'expert en communications. Rapidement, ils vont se mettre à la recherche des autres membres, mais Richard se fait empoisonner par un serpent géant (baptisé Yawn). Rebecca, pour sauver son collègue, part chercher dans le manoir un sérum ou de quoi en fabriquer un. C'est alors qu'elle tombe sur Chris Redfield, qui l'aide à soigner Richard (pendant le combat contre Yawn, si Chris se fait empoisonner par celui-ci, Rebecca arrive et soigne Chris). Peu après, Chris se fait attraper par la Plante 42 dans le poste de garde. La jeune recrue des S.T.A.R.S. ira rapidement concocter le Choc-V (herbicide spécial pour la plante mutante) et l'injecter sur la racine de la plante, dans le sous-sol : Chris est alors libéré. Plus tard, dans la bibliothèque du manoir, elle est attaquée par une créature humanoïde aux traits batraciens (un Hunter) et ne devra la vie qu'à l'intervention rapide de Chris. Plus tard, elle rejoint Chris dans les sous-sols du manoir, et plus exactement au laboratoire ; ils arrivent alors devant Albert Wesker, le chef des deux équipes Alpha et Bravo, et découvrent qu'il a trahi les S.T.A.R.S. et qu'il a tué bon nombre d'entre eux. Ce dernier tire sur Rebecca (à la fois pour provoquer Chris mais aussi pour se débarrasser du seul médecin restant) et la laisse pour morte, sauf que celle-ci portait un gilet pare-balles. Finalement, elle enclenche le système d’autodestruction et parvient à rejoindre Chris (ainsi que Jill et Barry qui étaient les personnages principaux de l'autre scénario du jeu) sur l'héliport du manoir et à s'enfuir : Rebecca fait donc partie des cinq survivants de l'incident du Manoir Spencer, le 24 juillet 1998.
Plus tard, elle co-fondera, avec ses compagnons, une association anti-Umbrella. Rebecca n'est jamais réapparue dans un des épisodes de la saga en tant que personnage principal ou même secondaire, mais on peut penser qu'elle est toujours en vie.

## Autres apparitions
Elle est intégrée dans Resident Evil 5: Gold Edition en tant que personnage jouable dans un mode bonus s'intitulant « La réunion des mercenaires ». Elle est équipée d'une mitrailleuse H&K MP5 et d'un fusil à Pompe « Jail breaker », deux pack entiers de cartouches pour chaque arme ainsi que deux sprays de premier secours. Elle possède des techniques de mêlée de défense comme une bombe lacrymogène ou un coup de pied léger, mais elle peut aussi utiliser un spray enflammé qui tue instantanément un ennemi basique et qui peut en toucher plusieurs en même temps.
Elle est aussi intégrée dans Resident Evil: The Mercenaries 3D, un jeu reprenant le mode bonus présent dans Resident Evil 4 et Resident Evil 5. Elle possède (comme dans RE5) une mitraillette MP5, mais aussi un lance-grenades à cartouches explosives à la place de son fusil à pompe. Elle possède cinq herbes, alors que les autres personnages n'en possèdent qu'une, voire pas du tout. Cependant ses techniques au corps à corps restent assez faibles, son spray de feu est remplacé par Dim Mat, elle pousse son ennemi avec ses deux mains, en revanche son action "brise-cou" a été améliorée et à un plus grande probabilité de faire des headshots que celui de RE5 mais il ne garantie tout de même pas la mort à 100 %. Elle est aussi celle qui soigne le mieux dans les personnages mais aussi la moins résistante, son autre tenue, en infirmière assez sexy, soigne encore plus que la Rebecca original mais est encore moins résistante.
Dans Resident Evil 2 et Resident Evil 3, on peut trouver dans le bureau d'Albert Wesker une photo de Rebecca lors d'une compétition de basket, qui est son sport favori.
Rebecca est aussi la protagoniste principale du roman Resident Evil :Caliban Cove écrit par S. D. Perry dans lequel elle enquête sur des expériences menées sur une petite île rachetée par Umbrella. Elle ré-interviendra dans d'autres opus de la saga romanesque en tant que personnage secondaire, et en tant que personnage principal dans l'adaptation de REØ intitulée Resident Evil : Zero Hour, écrit lui aussi par S. D. Perry.
En 2017, elle réapparaît dans le film d'animation Resident Evil: Vendetta où elle est devenue chercheuse, et aide Chris Redfield et Leon S. Kennedy.